# کرته سنزی

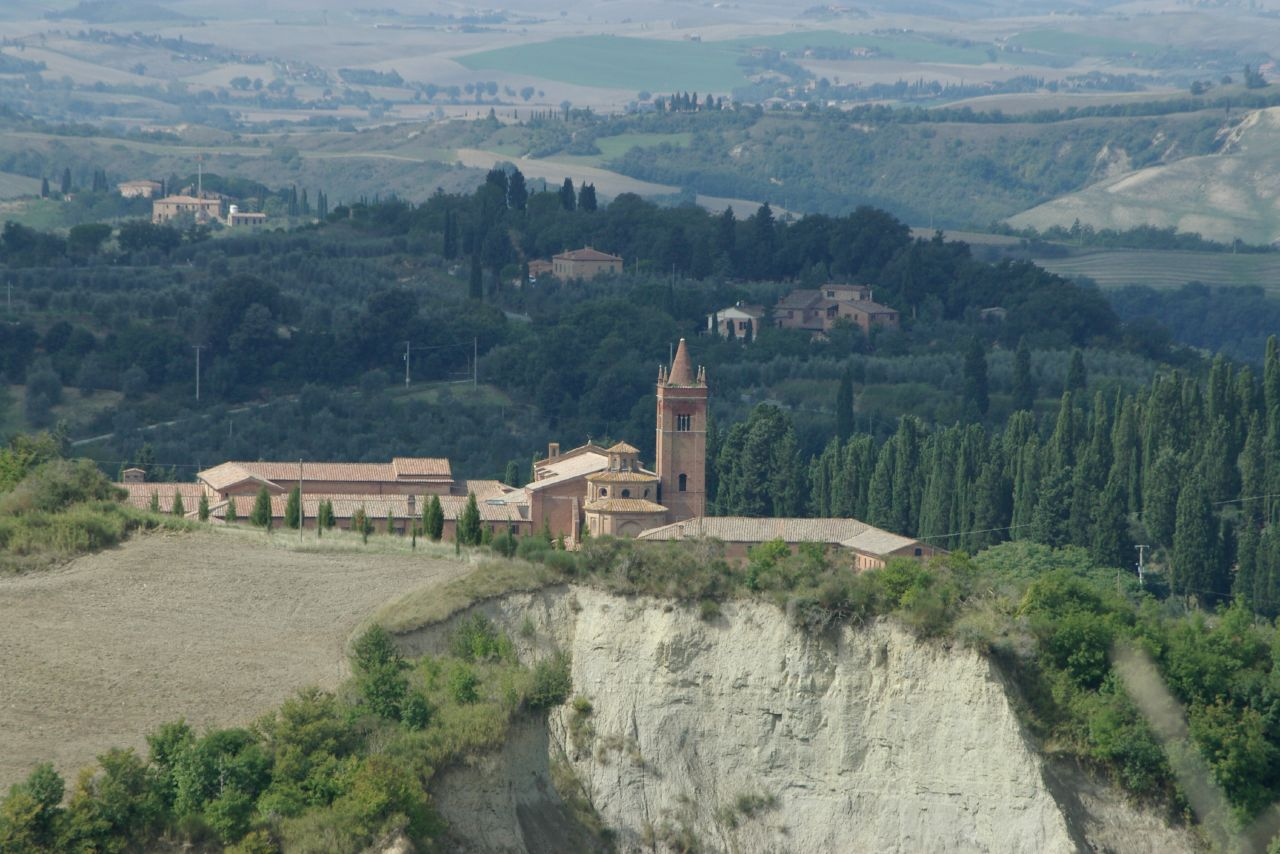
نمایی از کرته سنزی و کلیسای مونته اولیوتو ماجیوره

کِرِتِه سِنِزی (به ایتالیایی: Crete Senesi) منطقه‌ای در ناحیهٔ توسکانی در جنوب سیه‌نا در کشور ایتالیاست که گستره‌ای از دهکده‌های واقع درمیان تپه‌ها و جنگل‌ها را در بر گرفته و شهرهای مونته‌رونی داربیا، راپولانو ترمه و سن جووانی داسو در استان سیه‌نا را شامل می‌شود.
کرته سنزی به‌معنای «رس سیه‌نایی» است و رنگ خاکستری مشخص خاک در این منطقه، سیمایی به چشم‌انداز آن داده است که اغلب آن را همچون سطح ماه توصیف می‌کنند. این خاکِ رُسِ خاص که در ایتالیایی ماتایونه نامیده می‌شود نمایانگر رسوب‌های دریایی پلیوسنی است که بین ۲٬۵ تا ۴٬۵ میلیون سال پیش این منطقه را دربرگرفته بود. همچنین منطقه‌ای نیمه‌خشک موسوم به صحرای آکونا در نزدیکی آن وجود دارد.
جمعیت این منطقه با شیوع وبا در قرون وسطی به‌شدت رو به کاهش گذاشت و به‌طبع آن عدم کشت زمین‌ها برای مدتی طولانی، فرسایش خاک سطحی را تسهیل نمود. این منطقه بعدتر مورد سکونت کشاورزانی سیسیلی قرار گرفت که در کاشت غلات در شرایطی به‌نسبت نامطلوب مهارت داشتند و در نتیجه توانستند به کشت پایدار گندم در کرته سنزی بپردازند. این منطقه در عین حال به دلیل کاشت قارچ دنبلان سفیدرنگ شهره است و جشنواره و موزه‌ای نیز به این قارچ نادر و گران‌قیمت اختصاص داده شده‌است.
از قابل توجه‌ترین بناهای موجود در منطقهٔ کرته سنزی می‌توان به کلیسای مونته اولیوتو ماجیوره اشاره نمود.

## نگارخانه

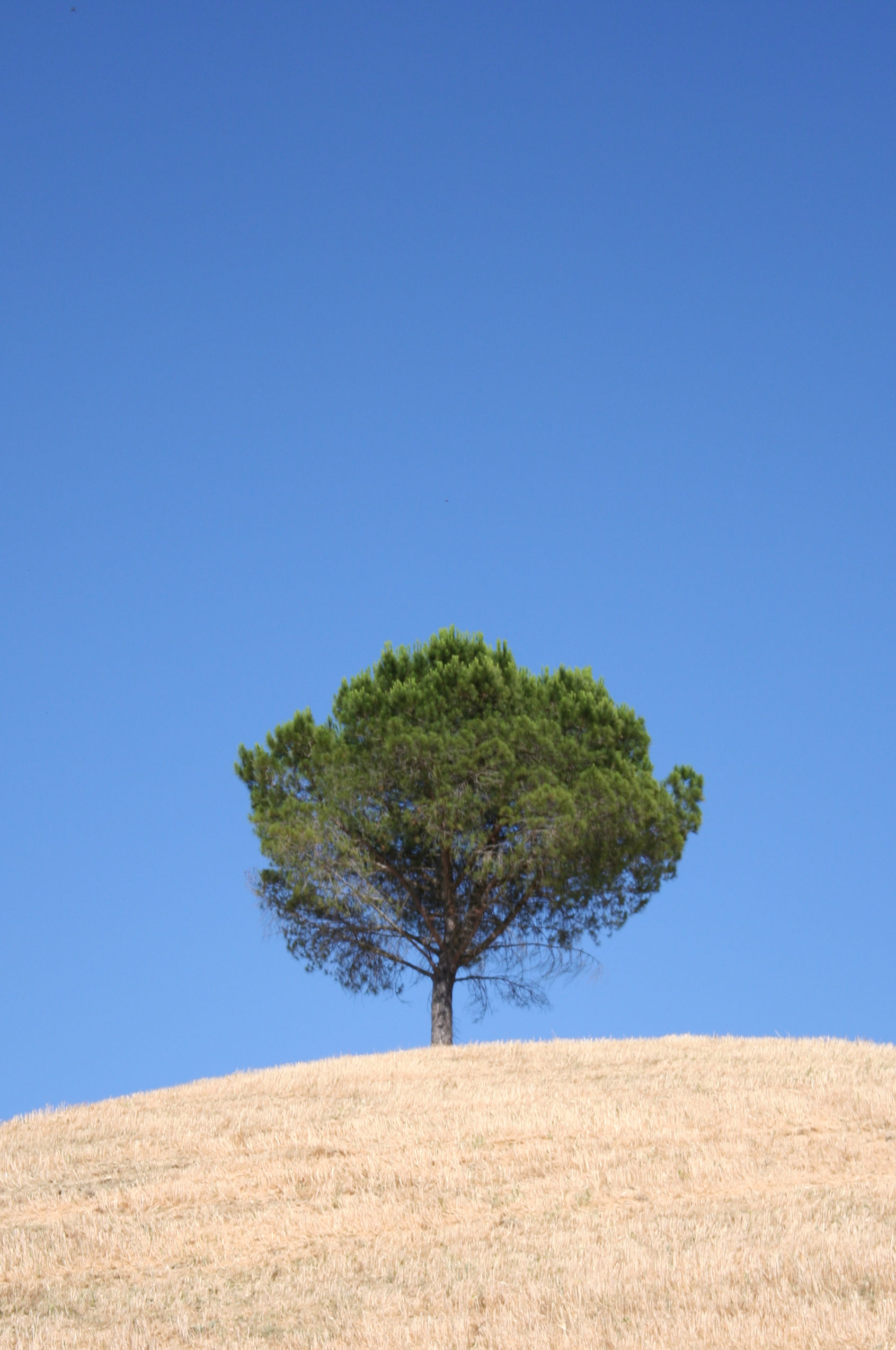
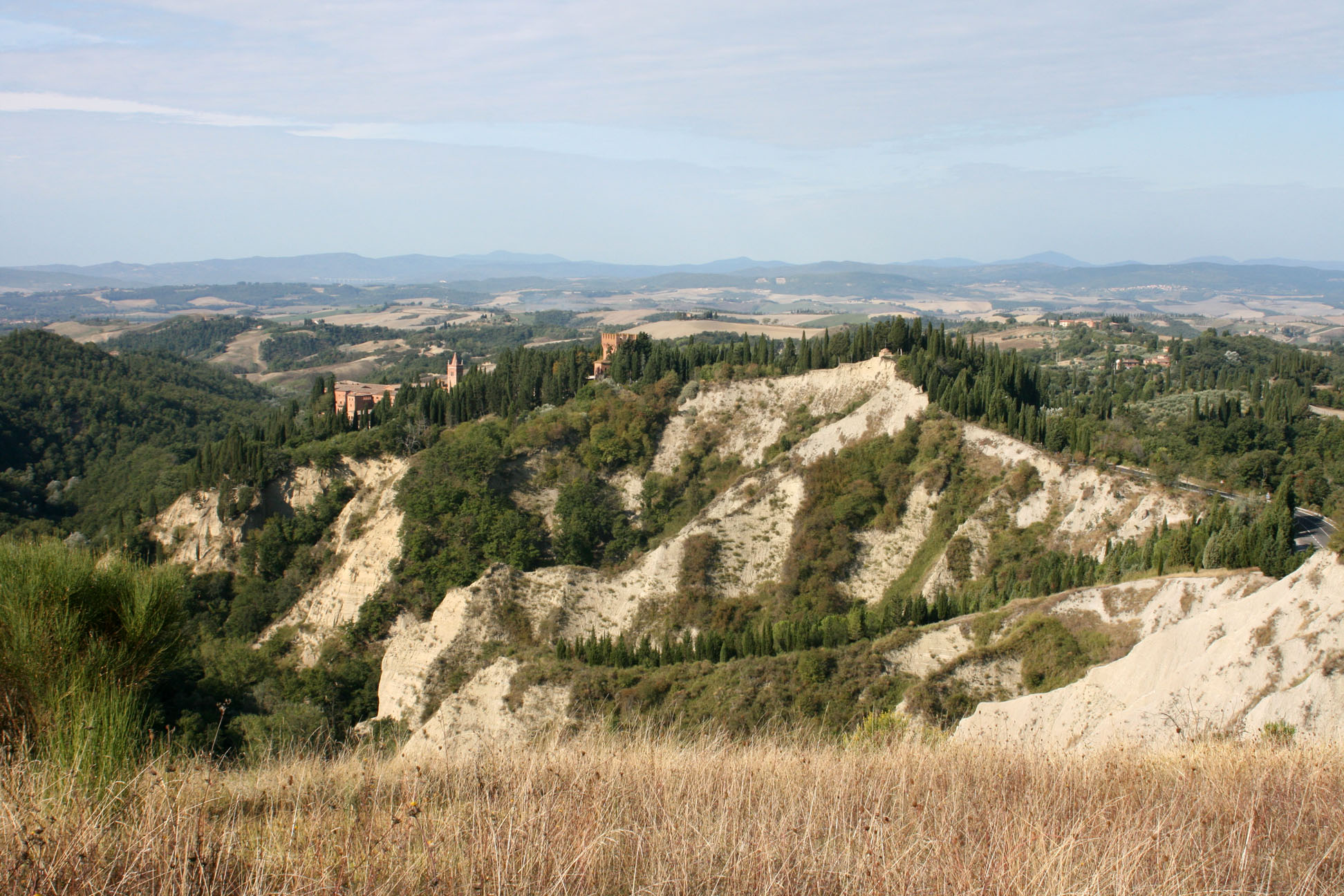
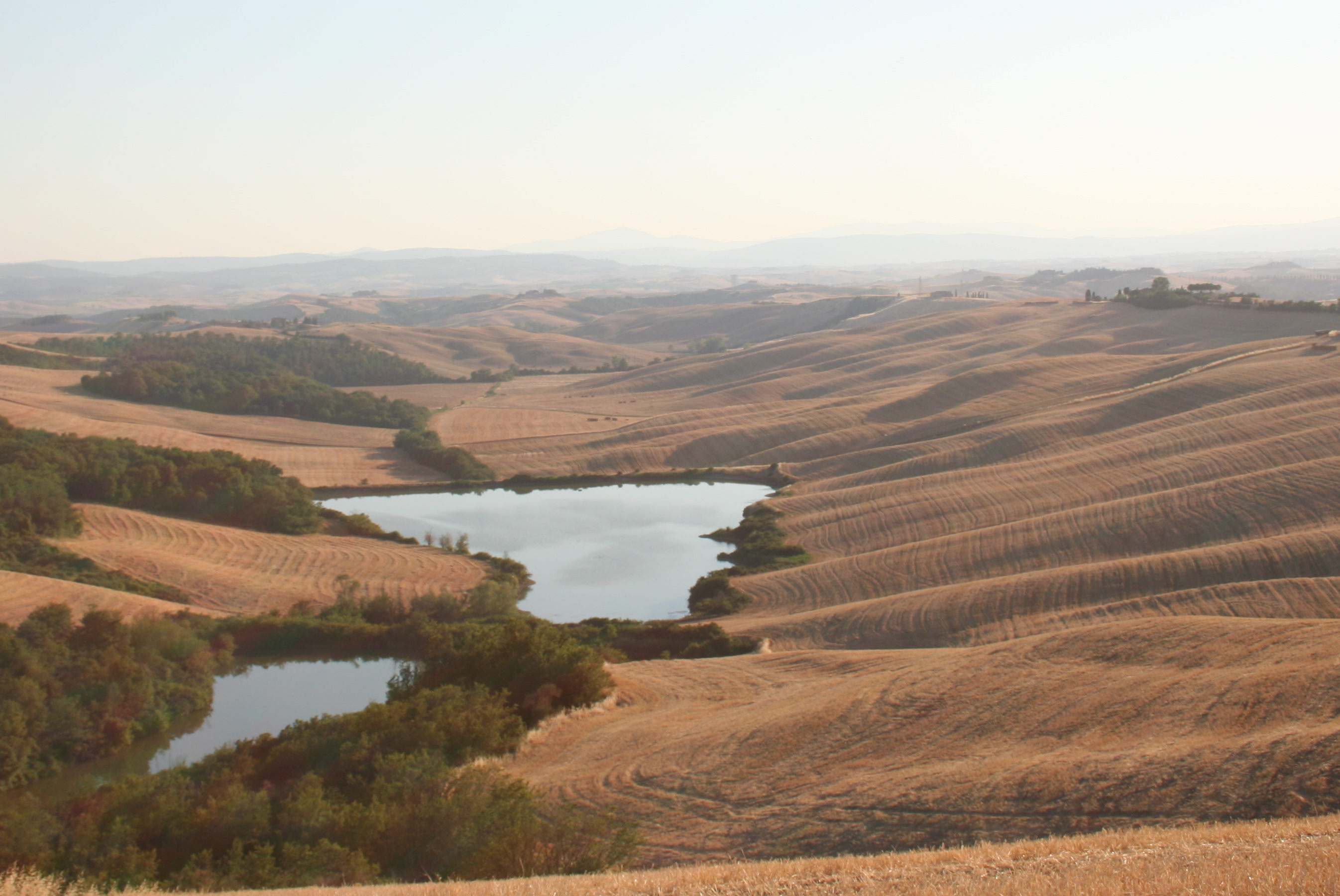